# Ribat sportif de Monastir
Le Ribat sportif de Monastir (arabe : الرباط الرياضي المنستيري) ou RSM est un club omnisports tunisien basé à Monastir.

## Palmarès
- Championnat de Tunisie féminin de football de deuxième division
  - Vainqueur : 2006